# Яшева, Галина Артёмовна
Яшева Галина Артёмовна (бел. Яшава Галіна Арцёмаўна, р. 1959, Витебск) — белорусский ученый-экономист, педагог, доктор экономических наук, профессор.

## Биография
В 1981 году окончила Витебский государственный технологический университет по специальности "Экономика и организация бытового обслуживания".
В 1987-1990 годах обучалась в аспирантуре Белорусского государственного экономического университета по специальности "Экономика, организация и управление предприятиями, отраслями, комплексами".
В 1990 году защитила кандидатскую диссертацию на тему "Механизм управления НТП в условиях перехода к рыночной экономике (на примере предприятий Витебского облисполкома)". В 1997 году присвоено ученое звание доцента.
В 2004 окончила докторантуру кафедры экономики промышленных предприятий Белорусского государственного экономического университета по специальности "Экономика, организация и управление предприятиями, отраслями, комплексами".
В 2009 году защитила докторскую диссертацию на тему "Формирование и реализация кластерного подхода в управлении конкурентоспособностью предприятий легкой промышленности Республики Беларусь".
В 2016 году присвоено ученое звание профессора.
С 1990 по 1995 годы являлась ассистентом, старшим преподавателем, доцентом кафедры экономики, организации и планирования предприятий Витебского государственного технологического университета.
В 1995-1999 и 2004-2010 гг. являлась доцентом кафедры коммерческой деятельности.
С 2010 года занимает должность заведующего кафедрой экономической теории и маркетинга Витебского государственного технологического университета.
Автор более 300 научных публикаций: 9 монографий, более 180 статей, в т.ч. в зарубежных изданиях России, Украины, Польши, Литвы, Латвии, Сербии.  Руководит подготовкой аспирантов.

## Награды и признание
- 2012 г. - стипендия Президента Республики Беларусь деятелям науки
- 2014 г. - поощрение из Специального фонда Президента Республики Беларусь за особый вклад в развитие способностей одаренных учащихся и студентов
- 2015 г. - Грамота Министерства образования Республики Беларусь

## Научная специализация
Занимается исследованием методологии и методов применения кластерного подхода к инновационному развитию и повышению конкурентоспособности региональной и национальной экономики; исследует механизмы государственно-частного партнёрства в инновационном развитии экономики, механизмы формирования партнёрских отношений в повышении конкурентоспособности предприятий, маркетинговые технологии повышения конкурентоспособности предприятий.

## Прочие достижения
Являлась мастером спорта СССР по спортивной акробатике, чемпионом Беларуси среди юниоров в 1978 г., серебряным призёром Беларуси среди взрослых в 1979 г.